# Tryphon lapideus
Tryphon lapideus là một loài tò vò trong họ Ichneumonidae.